# Episteme facsiatrix
Episteme facsiatrix là một loài bướm đêm trong họ Noctuidae.